# Mellicta phyciodina
Mellicta phyciodina är en fjärilsart som beskrevs av Hormuzaki 1934. Mellicta phyciodina ingår i släktet Mellicta och familjen praktfjärilar. Inga underarter finns listade i Catalogue of Life.